# Mensendieck
Mensendieck is een behandelmethode die niet door een arts wordt uitgevoerd en ook niet onder diens toezicht hoeft te staan. Oefentherapie mensendieck is genoemd naar Bess Mensendieck, die in het begin van de 20e eeuw een systeem van oefeningen ontwikkelde gericht op het behandelen van klachten aan het houdings- en bewegingsapparaat en spiergebruik gericht op vitaliteit. 

## Geschiedenis
Bess Mensendieck (1864 – 1957) was een Amerikaanse arts van Nederlandse voorouders. Ze was voornamelijk in Europa werkzaam. Om haar bevindingen over het Mensendieck-systeem uit te dragen begon zij in 1905 in Noorwegen leerlingen op te leiden.
Aldaar begon rond 1909-1910 de voorgeschiedenis van de opleiding Mensendieck in Nederland, waar Elise van Dantzig (1891 – 1969) als eerste Nederlandse de Mensendieck-cursus volgde. Van Dantzig introduceerde de methode-Mensendieck vervolgens in Nederland en was in 1921 ook betrokken bij de oprichting van de Haagse opleiding, samen met enkele vooraanstaande Nederlandse vrouwen en Mensendieck zelf. Mensendieck gaf namelijk vanaf 1913 met enige regelmaat lezingen over haar methode in het land en verbleef vanaf april 1921 ook enige tijd in Den Haag. Vier jaar later begon Anna Overduin eenzelfde opleiding in Amsterdam.

## Beschrijving methode
Bij mensendieck staat gedragsverandering centraal. De behandeling richt zich op (het voorkomen van) klachten ten gevolge van een incorrecte houding of beweging (eventueel veroorzaakt door een bepaalde afwijking of ziekte) en het verkrijgen van praktisch inzicht. Voor elke patiënt wordt een individueel behandelplan opgesteld. Tijdens de behandeling zal het verbeteren van de houding en een goede kwaliteit van bewegen centraal staan. Daarbij wordt gekeken wat de patiënt in zijn dagelijks leven doet, zodat een goede kwaliteit van bewegen ook praktisch bruikbaar is. Meestal is het niet nodig om gebruik te maken van (fitness)  apparatuur omdat de patiënt functionele oefeningen leert om zijn klachten onder controle te houden. De insteek van de behandelmethode is dat men leert wat men zelf kan doen waardoor het resultaat vaak duurzaam is.
Kenmerkend aan deze behandelmethode is dat er gebruikgemaakt wordt van een motorisch leerproces waarbij zelf zien, zelf ervaren en zelf oordelen centraal staan. Dit zijn belangrijke aspecten die nodig zijn om daadwerkelijk tot een houdings- en bewegingsverandering te komen.

## Juridisch kader
Hoewel een arts de verwijzing kan geven, is oefentherapeut sinds 2008 een vrij toegankelijk beroep, patiënten kunnen dus ook zonder verwijzing terecht. Het is mogelijk om zich voor oefentherapie te verzekeren. De vergoeding komt uit de aanvullende verzekering en is per polis verschillend. Het gemiddeld aantal vergoede behandelingen ligt tussen de 9 en 18 behandelingen per kalenderjaar.